# Нусрет (минный заградитель)
Нусрет (тур. Nusret — «Божья помощь») — корабль военно-морских сил Османской империи, позднее Турции; во время Галлиполийской кампании Первой мировой войны служил минным заградителем, в ВМС Турции был не только минным заградителем, но и водолазным судном, а также посыльным кораблём.

## Постройка и характеристики
В 1911 году корабль был заложен на немецкой верфи «Германиаверфт» (Germaniawerft) в Киле, 4 декабря того же года спущен на воду. Вошёл в строй в 1912 году. На испытаниях показал 15 узлов, но после прибытия в 1913 году в Турцию развил лишь 12 узлов.
Двигатели — 2 трёхцилиндровых вертикальных паровых машины тройного расширения, 2 водотрубных котла Schultz. Артиллерия — два 47-мм скорострельных орудия Krupp (в 1927 — два 57-мм орудия).

## Служба
«Нусрет» был принят в состав турецкого флота в 1913 году под командованием лейтенанта Топханели Хаккы и подполковника Геля. В 1914 году скорость упала до 12 узлов. Он сыграл важную роль в войне на море против Антанты в Дарданеллах, заложив 26 мин в феврале 1915 года на неожиданных позициях: на них 18 марта 1915 года подорвались и затонули британские броненосцы «Иррезистибл», «Оушен» и французский эскадренный броненосец «Буве». Британский линейный крейсер «Инфлексибл» и французский броненосец «Галуа» получили тяжёлые повреждения.
После войны «Нусрет» был выведен из состава флота и оставался в Стамбуле до 1926—1927 годов, пока в Гёлджюке не встал на ремонт. В 1937 году его переименовали в «Ярдын» и переквалифицировали в водолазное судно, а в 1939 году вернули имя, но переделали в почтовое судно. В 1955 году «Нусрет» окончательно был выведен из состава флота и продан в 1962 году частным лицам, которые его переделали в грузовое судно «Каптан Нусрет». В апреле 1989 года в гавани Мерсина корабль затонул в результате аварии.

## Поднятие со дна
В 1999 году корабль обнаружили, а в 2002 году подняли со дна моря и отбуксировали в Тарсус, где после реставрации судно переработали в плавучий музей, открывшийся в 2008 году. Точная копия корабля построена верфью Гёлджюка и выставлена в Чанаккале как часть экспозиции Первой мировой войны вместе с морскими минами тех времён. В марте 2011 года новый корабль был принят в ВМС Турции как плавучий музей N-16.